# João Pinto da Costa Leite
João Pinto da Costa Leite (Lumbrales) GOC • GCC (Porto, 3 de fevereiro de 1905 – Madrid, 31 de dezembro de 1975), 4.º Conde de Lumbrales em Espanha, frequentemente referido por João Lumbrales, foi um professor universitário e político ligado ao Estado Novo, que exerceu diversos cargos de responsabilidade política nos governos liderados por António de Oliveira Salazar, entre os quais o de Ministro das Finanças (1940-1950) e o de presidente da Junta Central da Legião Portuguesa e da União Nacional. Foi o principal expoente da teoria corporativa portuguesa e era Monárquico. Era neto paterno do 1.º Conde de Lumbrales, filho do 2.º conde de Lumbrales e irmão do 3.º Conde de Lumbrales, daí o seu apelido ser referido como Lumbrales.

## Biografia
Foi filho de João Vítor Pinto da Costa Bartól, 2.º Conde de Lumbrales, e de sua mulher Judite Emília Martins Pinto Ferreira Leite. Casou no Porto a 31 de agosto de 1927 com Maria Amália Pires de Vasconcelos de Séguier Pereira (Porto, 6 de maio de 1903–1980), parente do 1.º Visconde de Sieuve de Meneses e 1.º Conde de Sieuve de Meneses, tendo o casal seis filhos e filhas. Foi tio materno de Francisco Manuel Lumbrales de Sá Carneiro.
Estudou na Faculdade de Direito da Universidade de Coimbra, onde se licenciou e foi discípulo e assistente de António de Oliveira Salazar. Naquela Faculdade leccionou Economia Política e doutorou-se em Ciências Político-Económicas em 1927, com uma dissertação intitulada Organização bancária portuguesa. Ingressou na carreira académica e chegou a professor catedrático de Economia Política da Faculdade de Direito da Universidade de Lisboa.
Quando Salazar assumiu a pasta de Ministro das Finanças dos governos da Ditadura Nacional, foi convidado para seu Subsecretário de Estado, cargo que este desempenhou de 17 de julho a 5 de novembro de 1929 e de 23 de outubro de 1934 a 13 de dezembro de 1937, acumulando com o cargo de Subsecretário de Estado das Corporações e Previdência Social no período de 14 de março de 1935 e 18 de janeiro de 1936. Nessa fase, afirmou-se como um dos principais ideólogos do corporativismo português e um dos poucos homens de confiança de António de Oliveira Salazar que o acompanhariam ao longo do seu percurso político, permanecendo no governo durante durante mais de duas décadas.
Passou depois a Ministro do Comércio e Indústria, cargo que exerceu de 13 de dezembro de 1937 a 28 de agosto de 1940, data em que sucedeu a Oliveira Salazar na poderosa paste de Ministro das Finanças, cargo que manteria por uma década, até 2 de agosto de 1950. Durante esse período acumulou interinamente outras funções, entre as quais a de Ministro do Interior (23 de julho a 12 de agosto de 1941), Ministro das Obras Públicas e Comunicações (18 de novembro de 1943 a 6 de setembro de 1944). A 2 de agosto de 1950, passou a Ministro da Presidência do Conselho de Ministros, passando a trabalhar diretamente com Oliveira Salazar, cargo que manteve até 7 de julho de 1955, data em que foi substituído por Marcello Caetano.
Para além das funções públicas, foi ainda um importante ideólogo e dirigente dos movimentos políticos de suporte à ditadura, revelando-se um dos seus elementos mais conservadores, particularmente no período do pós-Guerra. Foi presidente da Junta Central da Legião Portuguesa e presidente da Comissão Executiva da União Nacional, participando em múltiplos comícios e acções de propaganda.
Teve a seu cargo os assuntos referentes ao Plano Marshall, matéria onde teve um papel decisivo na recusa inicial de aceitação da ajuda americana, evocando o problema do ouro alemão existente nos cofres do Banco de Portugal, defendendo a posição, com uma forte componente ideológica, de que Portugal não devia encarreirar entre os famintos do dólar. Contudo, quando o pragmatismo de Oliveira Salazar levou à alteração radical da posição portuguesa, representou Portugal na Conferência de Paris de 27 de agosto de 1947 e passou a conduzir as questões ligadas à participação de Portugal no Plano Marshall. Nessas funções coube-lhe gerir a utilização da ajuda americana, tendo na sua tutela a Comissão Técnica de Cooperação Económica Europeia (CTCEE) que foi constituída com esse fim. A sua ligação pessoal era tal que quando foi transferido do Ministério das Finanças para o da Presidência, a tutela da CTCEE transitou com ele. 
Depois da sua passagem pelo Governo, dedicou-se à sua carreira académica na Faculdade de Direito da Universidade de Lisboa, onde foi um brilhante catedrático da área económica, com uma notável produção científica. Também teve funções dirigentes na SACOR.
Faleceu em Madrid a 31 de dezembro de 1975, pouco tempo depois de se ter exilado para Espanha em consequência da Revolução de 25 de Abril de 1974.

### Condecorações[9][10]
- Grande-Oficial da Ordem Militar de Nosso Senhor Jesus Cristo de Portugal (20 de maio de 1935)
- Grã-Cruz da Ordem de Mérito da Águia Alemã da Alemanha (28 de fevereiro de 1938)
- Grã-Cruz da Ordem Militar de Nosso Senhor Jesus Cristo de Portugal (11 de fevereiro de 1939)

## Principais publicações
- "O Erro em Direito Penal", Boletim da Faculdade de Direito de Coimbra, Ano X (1926-1928), pp. 251–278, e Ano XI (1929), pp. 247–270.
- "Salazar, professor e homem de Estado", Boletim da Faculdade de Direito da Universidade de Coimbra, vol. XIV (1938-1939), pp. 397–398.
- A doutrina corporativa em Portugal, Lisboa, 1936 (2.ª edição em 1939; com tradução para francês: La doctrine corporative au Portugal, Bruxelas, 1945).
- "Exposé des motifs précédant le décret qui a aprouvé le budget pour l’année financière 1941 et comptes publics de l’année financière 1940", Lisboa, 1941.
- Economia de guerra, Porto, 1943.
- Comemoração do primeiro do Banco de Portugal, Lisboa, 1947.
- "O problema financeiro português: três tipos de equilíbrio financeiro", Revista da Faculdade de Direito da Universidade de Lisboa, vol. XI (1957), pp. 205–228.
- Reunião anual das comissões dirigentes da União Nacional, Lisboa, 1957.
- As despesas militares e seus aspectos financeiro e económico, Caxias, 1959.
- "Bernard Lavergne e a construção teórica e doutrinal do cooperativismo", Revista da Faculdade de Direito da Universidade de Lisboa, vol. XIV (1960), pp. 255–355.
- Colonialismo internacional: alguns comentários, Lisboa, 1961.
- "A crise actual do pensamento económico", Memórias Academia Ciências de Lisboa, tomo VII (1961).
- "Uma tentativa de renovação da ideia cooperativa", Revista da Faculdade de Direito da Universidade de Lisboa, vol. XIV (1962).
- "Lugar das ciências económicas no ensino do direito", Revista da Faculdade de Direito da Universidade de Lisboa, vol. XVIII (1964).
- Problemas monetários do após-guerra, Lisboa, 1964.
- "Os preços na agricultura", Curso de direito e economia agrária, Lisboa, 1965, pp. 331–359.
- Na base, finanças sãs, Lisboa, 1966.
- Economia política (2 volumes), Coimbra, 1963 e 1967-1969.
- História do pensamento económico, Coimbra, 1988.